# Bosensko-podrinský kanton Goražde
Bosensko-podrinský kanton Goražde (srbochorvatsky Bosansko-podrinjski kanton Goražde, Босанско-подрињски кантон Горажде) je jeden z deseti kantonů Federace Bosny a Hercegoviny v Bosně a Hercegovině.

## Charakter kantonu
Kanton tvoří výběžek území Federace Bosny a Hercegoviny do Republiky srbské, ve východní části země. Na severu hraničí s Regionem Sarajevo - Romanija na jihu pak s Regionem Foča. Jediným větším městem zde je jeho hlavní město Goražde. Území je hornaté (nadmořská výška nikde neklesá pod 300 m n. m.), protéká ním řeka Drina. Obyvatelé jsou Bosenští muslimové. Silniční síť je ve velmi špatném stavu, železnice chybí.

## Obyvatelstvo

### Sčítání 2013
| Opčina          | Národnost | Národnost | Národnost | Národnost | Národnost | Národnost | Celkem |
| Opčina          | Bosňáci   | %         | Chorvati  | %         | Srbové    | %         | Celkem |
| --------------- | --------- | --------- | --------- | --------- | --------- | --------- | ------ |
| Goražde         | 19 692    | 94,23     | 23        | 0,11      | 707       | 3,38      | 20 897 |
| Pale-Prača      | 859       | 95,02     | 1         | 0,11      | 33        | 3,65      | 904    |
| Foča-Ustikolina | 1 762     | 91,15     | 0         | 0         | 145       | 7,50      | 1 933  |
| Kanton          | 22 313    | 94,01     | 24        | 0,10      | 885       | 3,72      | 23 734 |